# António Matos Veloso
António Guilherme de Matos Veloso, kurz António Matos Veloso (* 20. März 1923 in Bonfim, Porto, Portugal; † 21. April 2014 in Cascais) war ein portugiesischer Architekt.

## Leben
António Matos Veloso wurde 1923 im portugiesischen Porto geboren. Nach seiner Schulausbildung besuchte Veloso die Escola Superior de Belas-Artes in Porto, an der er bis 1947 Architektur studierte. Als junger Architekt engagierte sich Veloso in der (losen) Bewegung der jungen portugiesischen Architektinnen und Architekten (Organização dos Arquitectos Modernos), die sich für ein Umdenken der klassisch portugiesischen, architektonischen Traditionen einsetzte. Unter anderem nahm Veloso am ersten Architekturkongress 1948 in Portugal teil.
Nach seinem Studium arbeitete Veloso zunächst im Amt für Urbanisierung der Stadt Porto (Direcção de Serviços de Urbanização do Porto). 1957 zog Veloso nach Luanda, die Hauptstadt der portugiesischen Kolonie Angola, wo er auf Einladung des Architekten und Freundes Vasco Vieira da Costa in der Stadtverwaltung arbeitete. Ein Jahr später, 1958, zog Veloso nach Lourenço Marques (heute Maputo), die Hauptstadt der portugiesischen Kolonie Mosambik, um für den damaligen Hoffnungskandidaten der Opposition bei den Präsidentenwahlen 1958, General Humberto Delgado, werben wollte. In Lourenço Marques arbeitete Veloso unter anderem mit João José Tinoco.
Im Juli 1959 nahm die portugiesische Geheimpolizei PIDE Veloso im Zuge der Verhaftung Delgados ebenfalls fest und brachte ihn via Luanda ins berüchtigte PIDE-Gefängnis Caxias bei Lissabon. Nach fünf Jahren Gefängnis kam Veloso 1965 auf Bewährung frei und zog wieder nach Lourenço Marques, um dort mit João José Tinoco zu arbeiten. In der Kolonie fühlte sich Veloso wesentlich freier in seinen Gestaltungsmöglichkeiten.
Zusammen mit Tinoco entwarf er verschiedenste Gebäude für die Kolonie, aber auch in den Nachbarländern Südafrika und Südrhodesien. Zusammen mit den Architekten Tinoco und Octávio Rego Costa gründete Veloso 1972 das Büro A121, das seinen Sitz im Stadtteil Sommerschield hatte.
Im Januar 1976 zog Veloso als Entwicklungshelfer nach Angola, um dort die Raumplanung zu unterstützen. 1977 kehrte er nach Lissabon zurück, wo er mit Tinoco im Büro Grupo de Planeamento e Arquitectura (GPA) von Maurício de Vasconcelos arbeitete.
2008 veröffentlichte Matos gemeinsam mit José Manuel Fernandes und Maria de Lurdes Janeiro das Buch „Arquitectura em Africa – João José Tinoco“, in dem er seinen langjährigen Weggefährten Tinoco und sein architektonisches Opus würdigte.

## Werke (Auswahl)
- 1967: Secretaria Provincial de Terras e Povoamento, Lourenço Marques [Maputo]; zusammen mit João José Tinoco[1]
- 1970: Entreposto Comercial de Moçambique, Lourenço Marques [Maputo]; zusammen mit João José Tinoco[1]
- 1970: Flughafen Tete, Tete; zusammen mit João José Tinoco[1][3]
- Zwischen 1972 und 1974: Flugplatz von Ponta do Ouro, Ponta do Ouro; zusammen mit João José Tinoco und Octávio Rego Costa (Büro A121)[1]
- ohne Datum: Bairro do SIAL, Machava, Lourenço Marques [Maputo]; zusammen mit João José Tinoco[1]